# Maroc Telecom
Maroc Telecom (arabisch اتصالات المغرب, DMG Ittiṣālāt al-Maġrib; IAM) ist das größte Telekommunikationsunternehmen von Marokko.
IAM beschäftigt etwa 11.178 Mitarbeiter in 8 Regionen. Es gibt etwa 220 IAM-Geschäftsstellen in ganz Marokko. Die Aktien sind neben der Pariser Börse an der Bourse de Casablanca notiert und sowohl Teil des Moroccan All Shares Index (MASI) als auch des MASI 20, dem Index der 20 meist gehandelten Unternehmen.

## Geschichte
2006 gab die Firma einen Umsatz von 2,67 Milliarden US$ bekannt. Insgesamt betrieb die Firma rund 1,7 Mio. Telefonanschlüsse.

### Vom Postunternehmen zur Telekommunikationsbranche
Das Akronym IAM der Maroc Telecom kommt vom arabischen Namen Ittisalat al-Maghrib. Der Name „Maroc Telecom“ wurde später zur besseren Erkennung im Ausland angenommen.
Die Ursprünge von marokkanischer Telekommunikation werden auf 1891 datiert, als Sultan Hassan I. den ersten marokkanischen Postdienst gegründet hat.

### Telekommunikation
1967 wurde in Marokko die erste Unterwasserleitung verbracht zwischen Tetouan, Marokko und Perpignan, Frankreich. Ein Telex System wurde installiert und 1971 automatisiert, gerade bevor ein Digitalzentrum in Fès erbaut wurde.
Aufgrund des Vormarsches von Telekommunikation auf der Welt entschied sich Marokko eine neue Behörde namens Office National des Postes et Télécommunications (ONPT) zu gründen. Das ONPT war verantwortlich für die Einführung von analoger Mobiltelefonie im Jahre 1987.

### Internet
Das Internet wurde in Marokko 1995 von der ONPT eingeführt. Aktuell bietet Maroc Telecom Internetverbindungen mit bis zu 200 Mbits/s.

### Gründung der IAM
Nach dem Erlass des „Telekommunikations-Dekrets“ wurde die Maroc Telecom (IAM) 1998 gegründet.

### Privatisierung
Am 20. Februar 2001 verkaufte die marokkanische Regierung 35 % der Anteile an IAM an den französischen Konzern Vivendi. Die Aktien wurden für 23 Milliarden Dirhams verkauft. Am 4. Januar 2005 kaufte Vivendi zusätzliche 16 % für 12,4 Milliarden Dirhams was dazu führte, dass sie die Mehrheit der Aktien besaßen. Im Oktober erhielt Vivendi zusätzliche 2 % im Austausch für 0,6 % der Vivendi Aktien.

### Besitzer
Im Juli 2013 gab Vivendi bekannt ihre 53 % Aktien an Etisalat für 4,2 Milliarden US$ zu verkaufen.

## Geschäftsfelder

### Mobil TeLefone
Mobiltelefon Dienste werden durch ein GSM Netzwerk bereitgestellt. Die IAM hatte 2012 etwa 33 Millionen Kunden. 97 % der marokkanischen Bevölkerung werden vom IAM Netzwerk abgedeckt. Hinzu kommen nochmals etwa 12,5 Millionen Kunden in Mali, Gabun, Burkina Faso und Mauretanien. IAM ist einer der profitabelsten Telefonanbieter in ganz Afrika mit einem Umsatz von etwa 2,2 Milliarden Euro (2012).
Die Maroc Telecom führte 2015 ein 4G-Angebot ein, was jedoch nicht gut aufgenommen wurde, da die Internetverbindungen oft schlecht und keine 4G-Qualität hatten.

## Projekte und Investitionen
Am 1. Juni 2006 hat IAM ein IPTV-Paket auf den Markt gebracht zusammen mit Huawei Technology via einem ADSL Anschluss. Dieses Angebot war das erste seiner Art in Afrika und dem Nahen Osten.
Im Juli 2006 unterschrieb Maroc Telecom einen Vertrag mit der Französischen Firma Alcatel um eine Unterwasserleitung zwischen Marokko und Frankreich zu verlegen. Das Ziel von IAM ist dabei ihre Dienstleistungen zu verbessern. Das Projekt kostete 26 Millionen Euro.
Im Dezember 2006 kaufte Maroc Telecom 51 % der Firma ONATEL aus Burkina Faso.